# Córka farmera
Córka farmera (ang. The Farmer’s Daughter) – amerykański film komediowy z 1947 w reżyserii H.C. Pottera, oparty na sztuce Juurakon Hulda autorstwa Helli Wuolijoki. W rolach głównych wystąpili Loretta Young, Joseph Cotten, Ethel Barrymore i Charles Bickford. Fabuła opowiada historię dziewczyny z farmy, która zatrudnia się jako pokojówka w domu kongresmena.
Obraz był nominowany do Oscara w dwóch kategoriach, otrzymując ostatecznie jedną nagrodę - dla najlepszej aktorki pierwszoplanowej (Loretta Young).

## Obsada
- Loretta Young jako Katrin Holstrom
- Joseph Cotten jako Glenn Morley
- Ethel Barrymore jako Agatha Morley
- Charles Bickford jako Joseph Clancy
- Rose Hobart jako Virginia Thatcher
- Rhys Williams jako Adolph Petree
- Anna Q. Nilsson jako pani Holstrom
- William Bakewell – Windor
- Keith Andes – Sven Holstrom
- Lex Barker – Olaf Holstrom
- William Harrigan – Ward Hughes
- Tom Powers – Hy Nordick
- Thurston Hall – Wilbur Johnson
- Art Baker – Anders Finley

## Nagrody i nominacje
20. ceremonia wręczenia Oscarów
- najlepsza aktorka pierwszoplanowa − Loretta Young
- nominacja: najlepszy aktor drugoplanowy − Charles Bickford